# Cryptarcha undata
Cryptarcha undata – gatunek chrząszcza z rodziny łyszczynkowatych i podrodziny Cryptarchinae. Zamieszkuje państwo holarktyczne.

## Taksonomia
Gatunek ten opisany został po raz pierwszy w 1790 roku przez Guillaume’a-Antoine’a Oliviera pod nazwą Nitidula undata.

## Morfologia
Chrząszcz o ciele długości od 2 do 3,2 mm, stosunkowo mocno wypukłym, w zarysie owalnym. Oskórek jest nieregularnie punktowany i porośnięty dwoma rodzajami włosków – odstającymi białawymi i przylegającymi ciemniejszymi. Ubarwienie głowy jest ciemne, przedplecza ciemne z rdzawo rozjaśnionymi brzegami, zaś pokrywy ciemne z rdzawymi brzegami i wydłużonymi, kremowymi plamami o szerokości większej niż u C. strigata, często łączącymi się ze sobą. Czułki wieńczą buławki o stosunkowo luźno zestawionych członach. Krawędź podstawowa przedplecza jest falisto wykrojona. Rzędy pokryw są wąskie, płytkie i bardzo delikatne, jednak rządek przyszwowy widoczny jest od szczytu pokryw aż za połowę ich długości. Przedpiersie ma wyrostek międzybiodrowy ku tyłowi lekko rozszerzony i na szczycie zaokrąglony, co wyraźnie odróżnia C. undata od C. strigata. Odnóża mają wyraźnie, sercowato rozszerzone trzy początkowe człony stóp.

## Ekologia i występowanie
Owad ten jest gatunkiem saproksylicznym. Bytuje w wyciekającym z drzew liściastych soku, zagrzybiałych pniach i pniakach oraz hubach.
Gatunek holarktyczny. W Europie znany jest z Irlandii, Wielkiej Brytanii, Francji, Belgii, Luksemburga, Holandii, Niemiec, Szwajcarii, Austrii, Włoch, Danii, Szwecji, Norwegii, Finlandii, Estonii, Polski, Czech, Słowacji, Węgier, Białorusi, Ukrainy, Mołdawii, Rumunii, Bułgarii, Słowenii, Chorwacji, Bośni i Hercegowiny, Czarnogóry, Serbii, Albanii, Macedonii Północnej, Grecji oraz europejskich części Rosji i Turcji. Północna granica zasięgu na tym kontynencie biegnie przez Wyspy Brytyjskie i środkową Szwecję. Poza Europą zamieszkuje palearktyczną Azję i nearktyczną Amerykę Północną. W Polsce jest owadem spotykanym rzadko, znanym z  nielicznych stanowisk.